# Epeolus basili
Epeolus basili (лат.) — вид земляных пчёл-кукушек рода Epeolus из подсемейства Nomadinae (Apidae). Название дано в честь брата автора описания, Василия В. Онуферко (1986—2013).

## Распространение
Северная Америка: северо-западная Мексика и юго-западные США (Аризона, Нью-Мексико).

## Описание
Мелкие слабоопушённые пчёлы, с беловато-жёлтыми отметинами на теле как у ос и рыжевато-красными ногами. Длина менее 1 см (тело самки 7,0 мм; длина головы 1,8 мм; ширина головы 2,5 мм; длина переднего крыла 4,8 мм). Следующие морфологические признаки в сочетании могут быть использованы для отличия E. basili  от всех других североамериканских Epeolus, кроме Epeolus nebulosus, Epeolus novomexicanus и Epeolus pusillus: аксилла крупная, вершина которой выходит далеко за пределы средней длины мезоскутеллума, но максимум до полосы бледного томентума вдоль его заднего края, расширена латерально и обычно в той или иной степени огрубевшая (редко полностью чёрная), тогда как мезоскутеллум варьирует от полностью чёрного до частично бурого; свободная часть аксиллы явно менее 2/5 длины всей её медиальной длины; мезоплеврон плотно и равномерно пунктирован, у самки затемнён белым томентумом только в верхней половине (с большим редковолосистым кругом, занимающим большую часть вентролатеральной половины), тогда как у самца (за исключением гипоэпимеральной области) полностью затемнено белым томентумом. Апикальные фасции тергитов T1—T3 полные или только очень узко прерваны медиально; фасция T2 имеет лопастные антеролатеральные расширения томентума; и псевдопигидиальная область самки лунатичная с вершиной по крайней мере 2 × и явно <2. 5 × медиальной длины. Epeolus basili, E. nebulosus, E. novomexicanus и E. pusillus очень похожи друг на друга. В то время как у E. pusillus жгутик, за исключением иногда F1, и метасомальные стерниты постоянно коричневые или чёрные и явно не того же красновато-оранжевого цвета, что и ноги (от голеней до лапок), у E. basili жгутик, по крайней мере вентрально, того же красновато-оранжевого цвета, что и ноги (от голеней до лапок), как и обычно метасомальные стерниты. У E. nebulosus и E. novomexicanus фасции T2—T4 находятся на апикальном крае или очень мало удалены от него, и у обоих видов, а также у E. pusillus псевдопигидиальная область самки обычно меньше и не превышает 2 × медиальной длины. Напротив, у E. basili фасции тергитов T2 и T3 (у самки) или T2—T4 (у самца) сужены медиально и удалены от апикального края, а псевдопигидиальная область самки составляет ≥2 × медиальной длины. Epeolus basili также похож на Epeolus scutellaris тем, что аксилла крупная, с дугообразным латеральным краем, а апикальные фасции полные или только очень узко прерваны медиально. Однако у E. scutellaris псевдопигидиальная область самки ещё шире (вершина ~ 2,5—3 × медиальная длина), чем у E. basili, а мезоплеврон как у самки, так и у самца белым томентумом закрыта только верхняя половина (с большим, редковолосистым кругом, занимающим большую часть вентролатеральной половины). Rлептопаразиты пчёл рода Colletes, в гнёзда которых откладывают свои яйца. Максиллярные щупики 1-члениковые. 2-й стернит брюшка матовый. У самок на 6-м стерните брюшка расположены ланцетовидные, мелко зазубренные отростки. В переднем крыле три радиомедиальных ячейки, 1-я из них много крупнее 3-й. Вершина радиальной ячейки (по форме она эллиптическая) удалена от переднего края крыла. Задние голени со шпорами.